# Helicodontium formosicum
Helicodontium formosicum är en bladmossart som beskrevs av William Russell Buck 1980. Helicodontium formosicum ingår i släktet Helicodontium och familjen Fabroniaceae. Inga underarter finns listade i Catalogue of Life.